# Чемпіонат світу з хокею із шайбою 2012 (дивізіон III)
Чемпіонат світу з хокею із шайбою 2012 (дивізіон III) — чемпіонат світу з хокею із шайбою, який проходив з 15 квітня по 21 квітня 2012 року у Ерзурумі (Туреччина).

## Учасники
| Збірна         | Результати 2011 року               |
| -------------- | ---------------------------------- |
| Північна Корея | 6-е місце Дивізіон II Група A.     |
| Ірландія       | 6-е місце Дивізіон II Група В.     |
| Туреччина      | Господарі, 3-є місце Дивізіон III. |
| Люксембург     | 4-е місце Дивізіон III.            |
| Греція         | 5-е місце Дивізіон III.            |
| Монголія       | 6-е місце Дивізіон III.            |

## Підсумкова таблиця
| Збірна         | М | В | ВО | ПО | П | Ш       | О  |
| -------------- | - | - | -- | -- | - | ------- | -- |
| Туреччина      | 5 | 5 | 0  | 0  | 0 | 33 : 7  | 15 |
| Північна Корея | 5 | 4 | 0  | 0  | 1 | 27 : 8  | 12 |
| Люксембург     | 5 | 3 | 0  | 0  | 2 | 20 : 15 | 9  |
| Ірландія       | 5 | 2 | 0  | 0  | 3 | 18 : 24 | 6  |
| Греція         | 5 | 1 | 0  | 0  | 4 | 9 : 22  | 3  |
| Монголія       | 5 | 0 | 0  | 0  | 5 | 8 : 39  | 0  |

## Результати
| Дата      | Збірна         | Рахунок                                                                      | Збірна         |
| --------- | -------------- | ---------------------------------------------------------------------------- | -------------- |
| 15.4.2012 | Греція         | 1:6 (1:1, 0:3, 0:2) Протокол [Архівовано 19 лютого 2014 у Wayback Machine.]  | Туреччина      |
| 15.4.2012 | Люксембург     | 7:2 (4:1, 2:0, 1:1) Протокол [Архівовано 19 лютого 2014 у Wayback Machine.]  | Ірландія       |
| 15.4.2012 | Монголія       | 2:12 (1:2, 1:3, 0:7) Протокол [Архівовано 19 лютого 2014 у Wayback Machine.] | Північна Корея |
| 16.4.2012 | Ірландія       | 5:3 (2:0, 2:1, 1:2) Протокол [Архівовано 19 лютого 2014 у Wayback Machine.]  | Греція         |
| 16.4.2012 | Північна Корея | 4:1 (0:1, 3:0, 1:0) Протокол [Архівовано 19 лютого 2014 у Wayback Machine.]  | Люксембург     |
| 16.4.2012 | Туреччина      | 10:0 (4:0, 2:0, 4:0) Протокол [Архівовано 19 лютого 2014 у Wayback Machine.] | Монголія       |
| 18.4.2012 | Північна Корея | 4:1 (0:0, 2:0, 2:1) Протокол [Архівовано 19 лютого 2014 у Wayback Machine.]  | Греція         |
| 18.4.2012 | Ірландія       | 3:5 (0:1, 3:2, 0:2) Протокол [Архівовано 19 лютого 2014 у Wayback Machine.]  | Туреччина      |
| 18.4.2012 | Монголія       | 1:5 (1:4, 0:1, 0:0) Протокол [Архівовано 19 лютого 2014 у Wayback Machine.]  | Люксембург     |
| 19.4.2012 | Туреччина      | 4:2 (0:0, 3:2, 1:0) Протокол [Архівовано 19 лютого 2014 у Wayback Machine.]  | Північна Корея |
| 19.4.2012 | Люксембург     | 6:0 (1:0, 4:0, 1:0) Протокол [Архівовано 19 лютого 2014 у Wayback Machine.]  | Греція         |
| 19.4.2012 | Ірландія       | 8:4 (2:0, 2:1, 4:3) Протокол [Архівовано 19 лютого 2014 у Wayback Machine.]  | Монголія       |
| 21.4.2012 | Греція         | 4:1 (1:0, 1:1, 2:0) Протокол [Архівовано 10 червня 2015 у Wayback Machine.]  | Монголія       |
| 21.4.2012 | Туреччина      | 8:1 (1:0, 4:0, 3:1) Протокол [Архівовано 19 лютого 2014 у Wayback Machine.]  | Люксембург     |
| 21.4.2012 | Північна Корея | 5:0 (2:0, 0:0, 3:0) Протокол [Архівовано 19 лютого 2014 у Wayback Machine.]  | Ірландія       |

## Бомбардири
| Гравець         | І | Г | П | О  | ШХ | +/− |
| --------------- | - | - | - | -- | -- | --- |
| Гарет Робертс   | 5 | 7 | 7 | 14 | 4  | +1  |
| Емрах Озмен     | 5 | 5 | 5 | 10 | 6  | +11 |
| Робер Беран     | 5 | 4 | 6 | 10 | 8  | +5  |
| Сердар Шеміз    | 5 | 6 | 3 | 9  | 16 | +7  |
| Юсуф Халіл      | 4 | 4 | 5 | 9  | 2  | +7  |
| Ердоган Чоскун  | 5 | 3 | 4 | 7  | 0  | +11 |
| Шеркан Гюмюс    | 5 | 3 | 4 | 7  | 14 | +9  |
| Лі Поньїль      | 5 | 2 | 5 | 7  | 10 | +11 |
| Гюркай Четінкая | 5 | 1 | 6 | 7  | 6  | +10 |

Джерело: IIHF.com [Архівовано 19 лютого 2014 у Wayback Machine.]

## Найкращі воротарі
Список п'яти найращих воротарів, сортованих за відсотком відбитих кидків. У список включені лише ті гравці, які провели щонайменш 40% хвилин.
| Гравець           | ЧНЛ    | КП  | ГП | КН   | %ВК   | ША |
| ----------------- | ------ | --- | -- | ---- | ----- | -- |
| Фікрі Аталі       | 180:00 | 73  | 3  | 1.00 | 95.89 | 1  |
| Філіпп Лепаж      | 148:32 | 75  | 4  | 1.62 | 94.67 | 1  |
| Левент Озбайдуган | 120:00 | 52  | 4  | 2.00 | 92.31 | 0  |
| Пак Кунхек        | 218:44 | 57  | 6  | 1.65 | 89.47 | 0  |
| Далібор Плуціс    | 209:13 | 126 | 16 | 4.59 | 87.30 | 0  |

ЧНЛ = часу на льоду (хвилини:секунди); КП = кидки; ГП = голів пропушено; КН = Коефіцієнт надійності; %ВК = відбитих кидків (у %); ША = шатаути
Джерело: IIHF.com [Архівовано 19 лютого 2014 у Wayback Machine.]

## Нагороди
Найкращі гравці, обрані дирекцією ІІХФ.
- Найкращий воротар:  Філіпп Лепаж
- Найкращий захисник:  Лі Поньїль
- Найкращий нападник:  Гарет Робертс

Найкращі гравці кожної з команд
- Орестіс Тіліос
- Гарет Робертс
- Серж Мілано
- Баяржаргал Енхжаргал
- Емрах Озмен
- Пак Кунхек